# Pictoplay+
Pictoplay+ è un videogioco di logica per telefoni cellulari del 2008, sviluppato da Sumea e Kuuasema Ltd e distribuito da Digital Chocolate.

## Modalità di gioco
Sullo schermo del telefono una matita virtuale disegna delle figure (Picto), e il giocatore dovrà dar loro un nome scegliendo fra le quattro opzioni possibili. Nelle sfide bisognerà sopravvivere per un certo periodo di tempo o indovinare un certo numero di Picto in un periodo di tempo prestabilito.
Ci sono cinque modalità di gioco:
- Pictoplay: il gioco non ha fine finché il giocatore non sbaglia a dare il nome a un Picto;
- Multigiocatore: i giocatori (fino a quattro) si affronteranno in una sfida che verrà vinta da chi indovinerà più Picto dopo dieci turni;
- Pictoplay Sfide: questa modalità è composta da nove sfide, l'ultima delle quali presenterà Picto raffiguranti delle cartine geografiche delle nazioni mondiali.
- Penna Magica Sfide: questa modalità è composta anch'essa da nove sfide, l'ultima delle quali presenterà Picto raffiguranti personaggi celebri. In questa modalità, però, i tratti dei Picto scompaiono dopo pochi secondi.
- Matita Tremante Sfide: questa modalità è composta anch'essa da nove sfide, l'ultima delle quali presenterà Picto raffiguranti razze di cani. In questa modalità, però, i Picto verranno disegnati in modo confuso.